# Longwy
Longwy (germ. Langich) este un oraș situat în arrondissementul Briey, départementul Meurthe-et-Moselle, regiunea Lorena, Franța. Orașul se află amplasat la altitudinea de 365 m deasupra n.m. ocupă o suprafață de 5,34 km² și avea în anul 2010, 14.420 loc.

## Istoric
Localitatea a aparținut de principatul Lorenei (Francia de Mijloc), iar în 1368 o perioadă scurtă de ducatul Luxemburg. Între anii 1648 - 1660 aparține regatului Franței, ca să facă parte din nou de principatul Lorenei. În 1678 după "Pacea de la Nijmegen" devine defintiv teritoriu francez, regele Ludovic al XIV-lea al Franței întărește fortificația orașului. În primul război mondial este ocupat de trupele germane fiind anexat pe perioada războiului Imperiului german.
Longwy a fost în secolele XIX și XX un centru metalurgic important francez de producere a oțelului. Orașul era cunoscut și prin produsele de ceramică colorată. Din anul 2008 partea fortificată a orașului vechi este declarat patrimoniu mondial UNESCO.

## Date geografice
Orașul este amplasat într-o regiune industrială, la granița cu Belgia (Aubange) și Luxemburg (Pétange, Differdange). Longwy are trei cartiere: Longwy-Haut, Longwy-Bas, și Longwy-Gouraincourt.

## Personalități marcante
- Franz Freiherr von Mercy (1597-1645), mareșal
- Claudius Florimund Graf von Mercy (1666–1734), Feldmareșal austriac
- Jean-Baptiste Fresez (1800-1867), pictor luxemburghez